# Runaways (série télévisée)
The Punisher Cloak and Dagger
Runaways (Marvel's Runaways), est une série télévisée américaine développée par Josh Schwartz et Stephanie Savage et dont la diffusion a commencé le 21 novembre 2017 sur la plateforme de streaming Hulu et le 22 novembre 2017 sur Showcase au Canada.
Adaptée des personnages de comics Les Fugitifs de Marvel Comics, elle fait partie de l'univers cinématographique Marvel et est produite par Marvel Television et ABC Signature. C'est la première production télévisée de cet univers destinée au service de vidéo à la demande Hulu.
En France, en Belgique et en Suisse, la série sera diffusée sur Syfy France à partir du 4 décembre 2018, et au Québec depuis le 8 janvier 2019 sur VRAK.

## Synopsis
Tous les adolescents pensent leurs parents diaboliques, mais s'ils l'étaient vraiment ? Six ados de Los Angeles découvrent un terrible secret et comprennent que leurs parents leur mentent depuis toujours. Mais que cherchent ces derniers ? Et pourquoi ? Tandis que les jeunes enquêtent, les adultes commencent à soupçonner leurs enfants de leur cacher quelque chose. Au moment où les adultes se rapprochent de la vérité, les jeunes mettent au jour un plan aux conséquences dévastatrices. Désormais, l'improbable groupe d'ados doit faire équipe pour arrêter les parents avant qu'il ne soit trop tard.

## Fiche technique
- Titre original : Marvel's Runaways
- Titre français : Runaways
- Création : Josh Schwartz et Stephanie Savage d'après la bande dessinée de Brian K. Vaughan et Adrian Alphona
- Réalisation : Brett Morgen, Roxann Dawson, Nina Lopez-Corrado
- Scénario : Josh Schwartz, Stephanie Savage, Kalinda Vazquez
- Direction artistique : Warren A. Young
- Décors : Chikako Suzuki, Susan Bolles
- Costumes : Meredith Markworth-Pollack, Samantha Rattner
- Photographie : Ramsey Nickell, David Stockton ASC
- Montage : Jeff Granzow, Lois Blumenthal, Adrienne McNally
- Casting : Patrick J. Rush CSA
- Musique : Siddhartha Khosla
- Production : Kelly Van Horn, Emma Fleischer
  - Coproduction : James Sodini, Keira Morrisette, Kaitlin Dahill
  - Production déléguée : Brett Morgen, Alan Fine, Stan Lee, Joe Quesada, Karim Zreik, Jim Chory, Jeph Loeb, Josh Schwartz et Stephanie Savage, Mark Ambrose, Megan Thomas Bradner, Lis Rowinski, Rodney Barnes, Kalinda Vazquez, Quinton Peeples
- Sociétés de production : Fake Empire, ABC Signature Studios et Marvel Television
- Sociétés de distribution :  Hulu
- Pays d'origine :  États-Unis
- Langue originale : anglais
- Format : couleur - 1,78:1 - son Dolby Digital
- Genre : super-héros, action, science-fiction
- Nombre de saisons : 3
- Nombre d'épisodes : 33
- Durée : entre 46 et 55 minutes
- Dates de première diffusion : 
  - États-Unis : 21 novembre 2017
  - France, Belgique, Suisse : 4 décembre 2018
  - Canada (Québec) : 8 janvier 2019

## Distribution

### Acteurs principaux
- Rhenzy Feliz (en) (VFB : Maxime Van Santfoort) : Alex Wilder (en)
- Lyrica Okano (VFB : Mélissa Windal) : Nico Minoru (en)
- Virginia Gardner (VFB : Nancy Philippot) : Karolina Dean (en)
- Ariela Barer (VFB : Sophie Pyronnet) : Gertrude « Gert » Yorkes (en)
- Gregg Sulkin (VFB : Fabian Finkels) : Chase Stein (en)
- Allegra Acosta (en) (VFB : Aaricia Dubois) : Molly Hernandez (en)
- Angel Parker (VFB : Myriem Akheddiou) : Catherine Wilder
- Ryan Sands (en) (VFB : Nicolas Matthys) : Geoffrey Wilder (en)
- Annie Wersching (VFB : Colette Sodoyez) : Leslie Dean
- Kip Pardue (VFB : Maxime Donnay) : Frank Dean
- Ever Carradine (VFB : Fabienne Loriaux) : Janet Stein
- James Marsters (VFB : Michelangelo Marchese) : Victor Stein
- Brigid Brannagh (VFB : Nathalie Hons) : Stacey Yorkes
- Kevin Weisman (VFB : Philippe Allard) : Dale Yorkes
- Brittany Ishibashi (VFB : Célia Torrens) : Tina Minoru
- James Yaegashi (en) (VFB : Antoni Lo Presti) : Robert Minoru

Photos des acteurs principaux
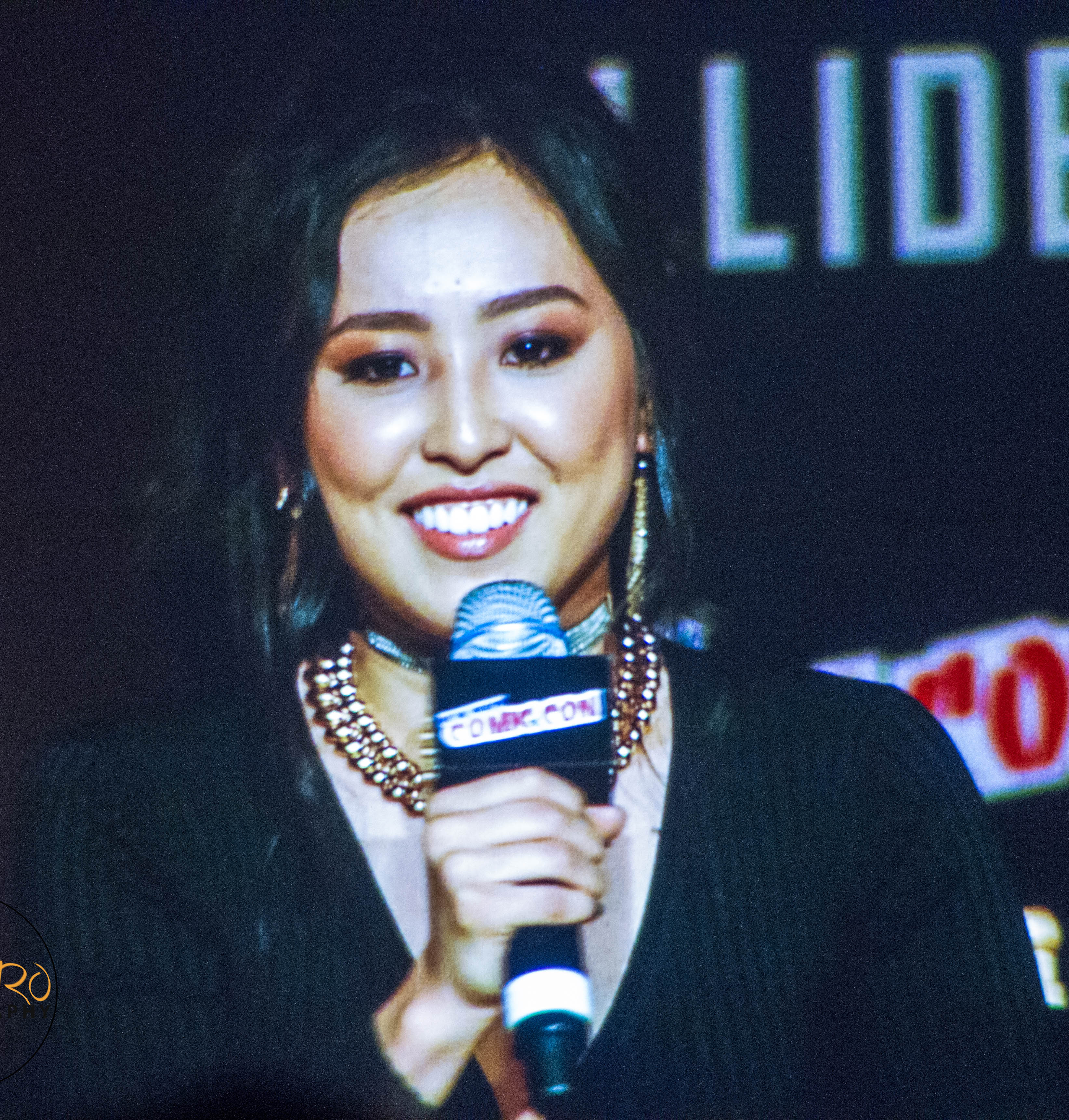
Lyrica Okano interprète Nico Minoru.
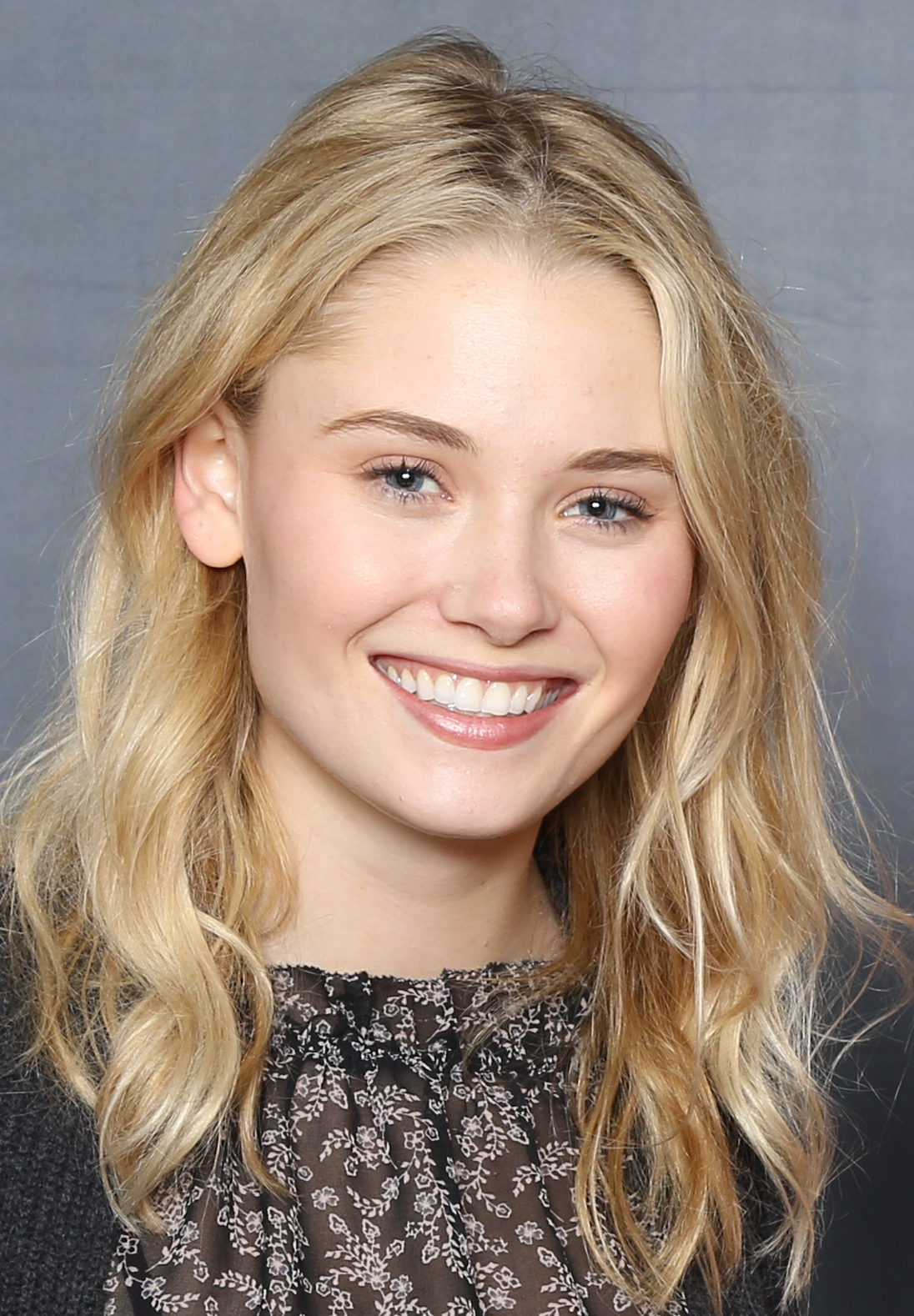
Virginia Gardner interprète Karolina Dean.
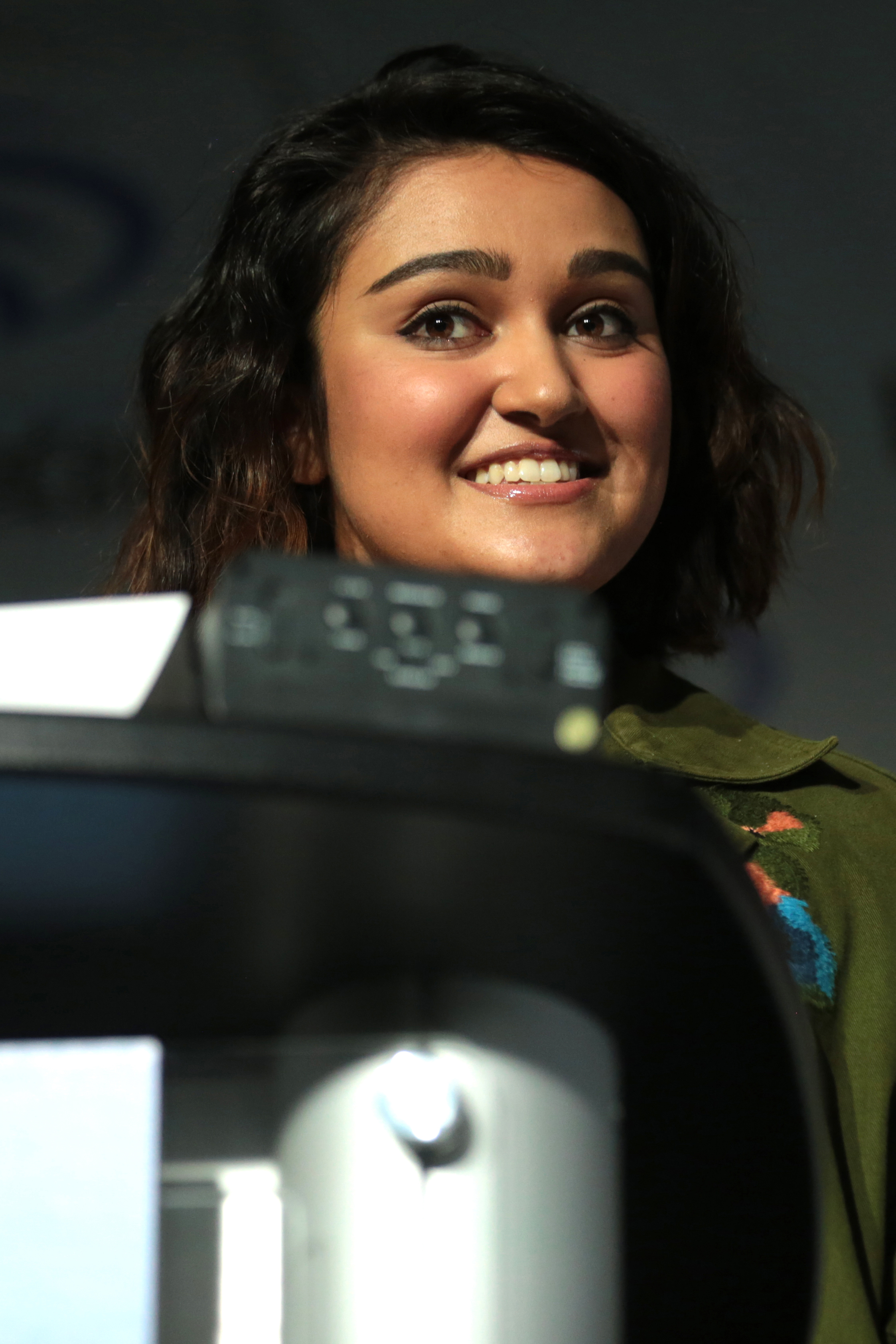
Ariela Barer interprète Gertrude « Gert » Yorkes.
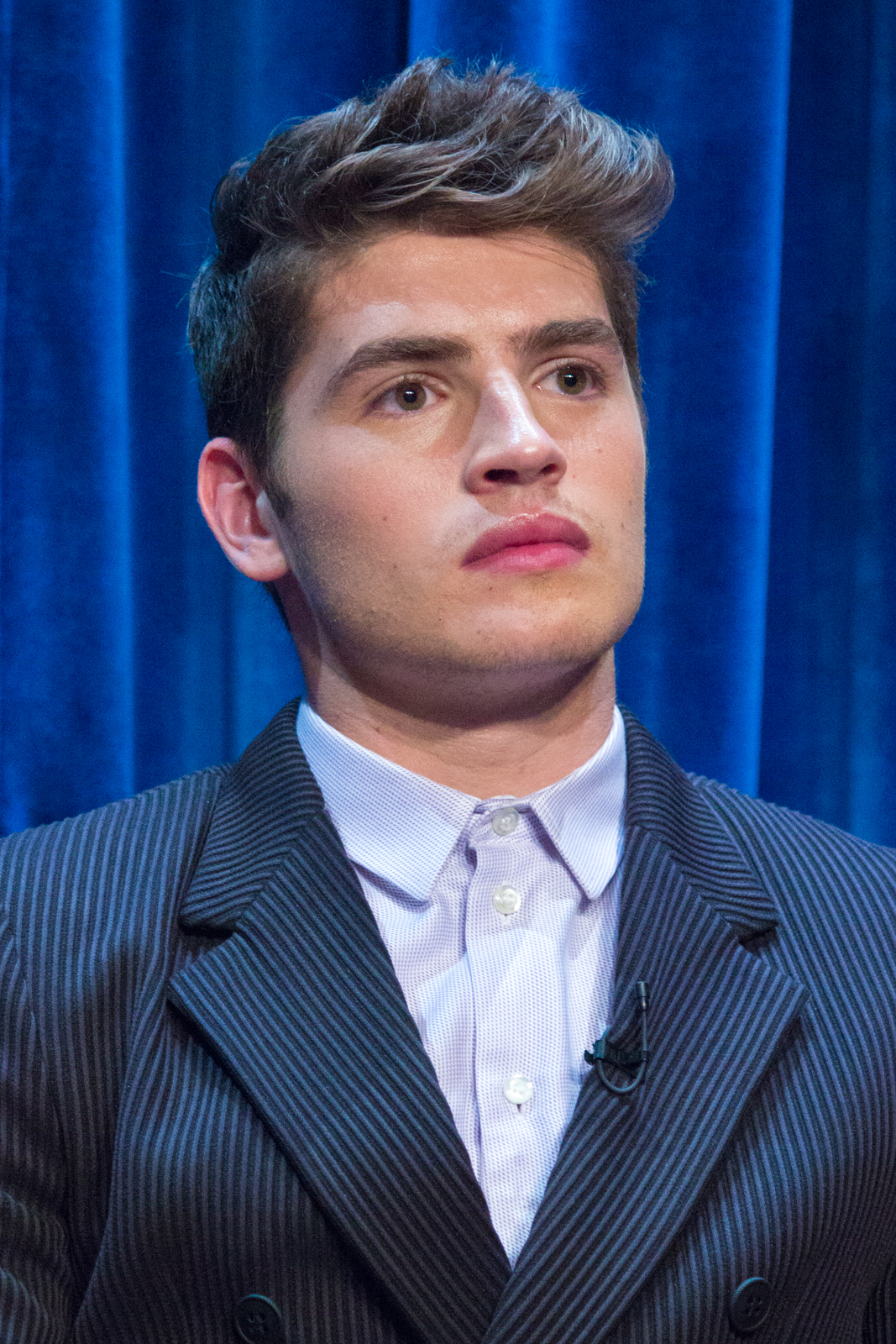
Gregg Sulkin interprète Chase Stein.
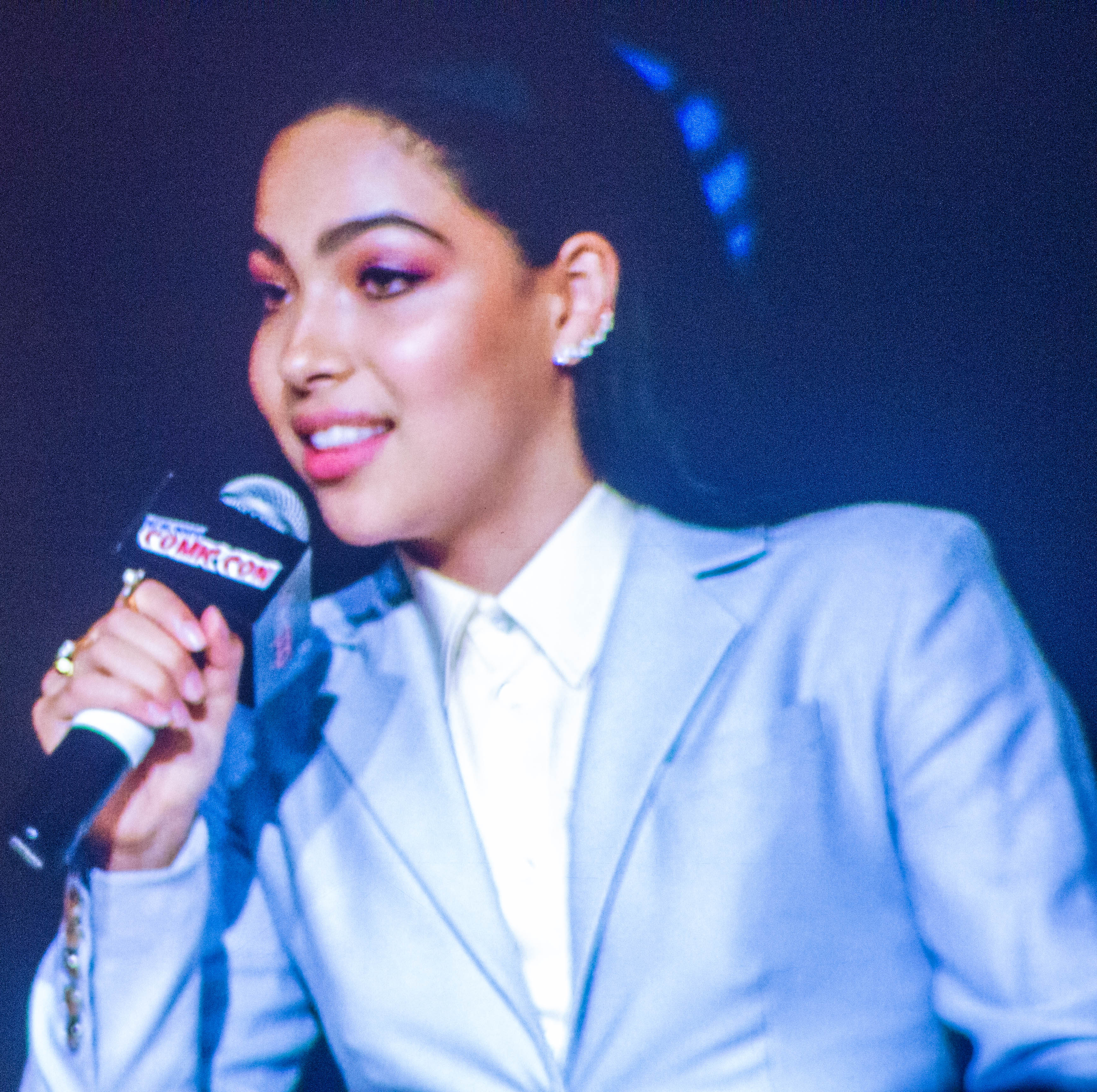
Allegra Acosta (en) interprète Molly Hernandez.
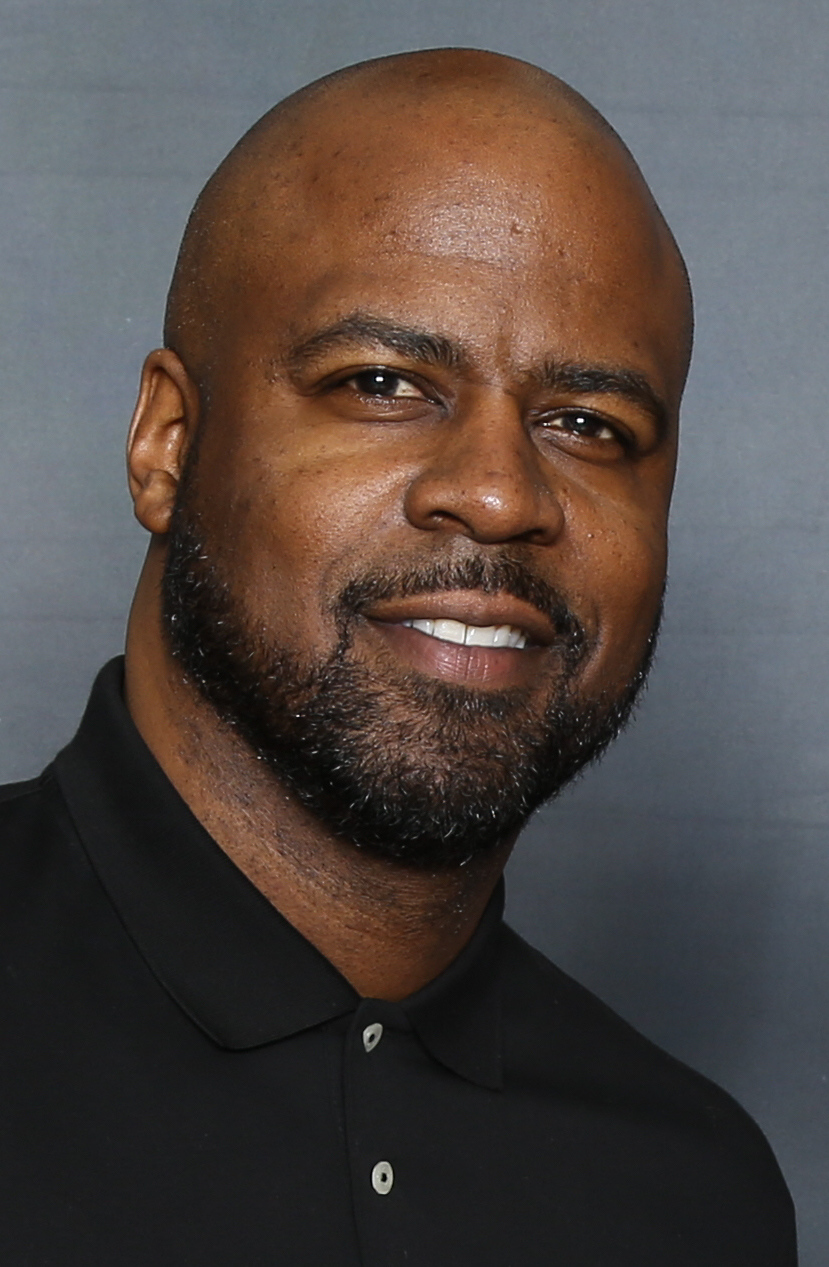
Ryan Sands (en) interprète Geoffrey Wilder.
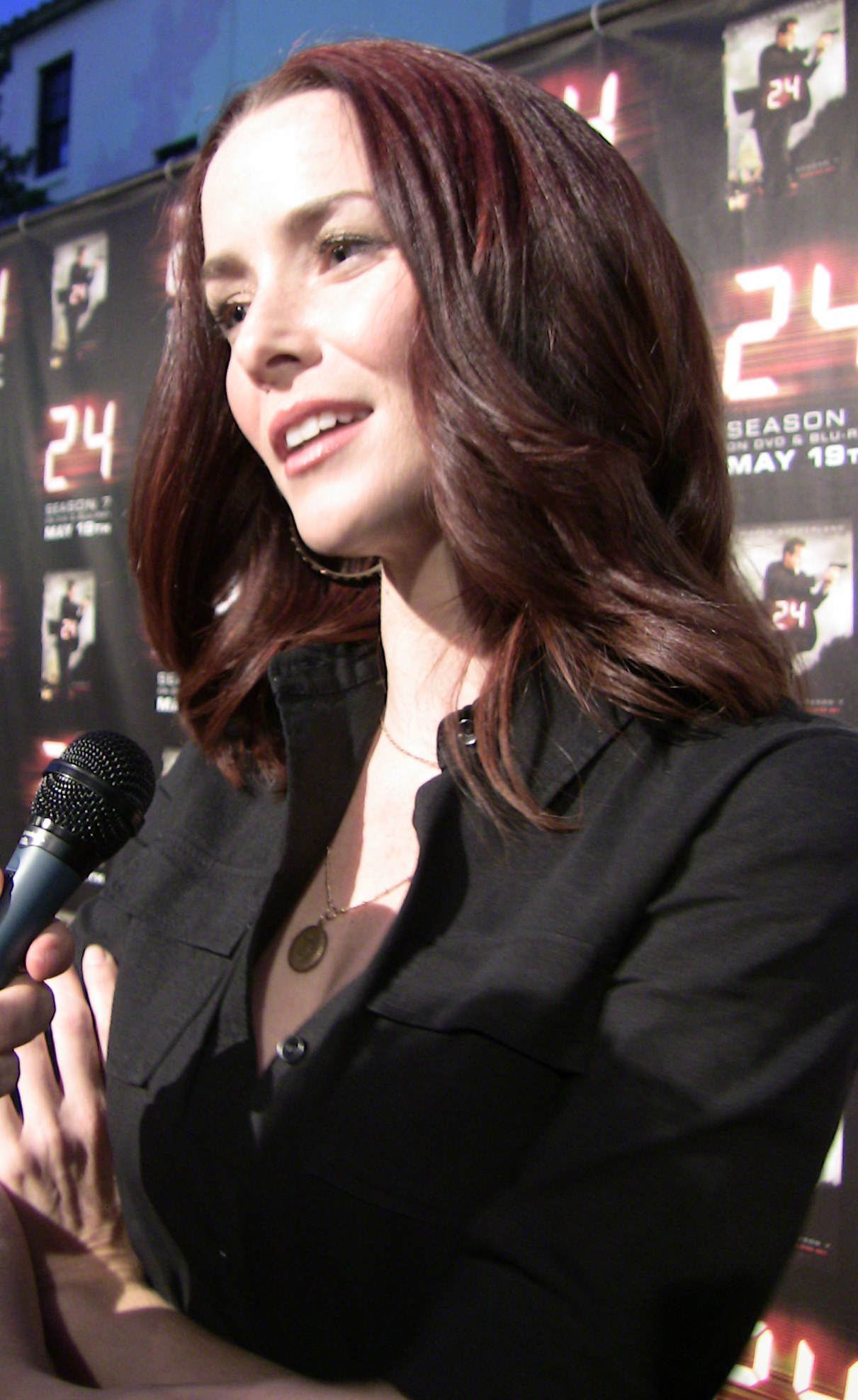
Annie Wersching interprète Leslie Dean.
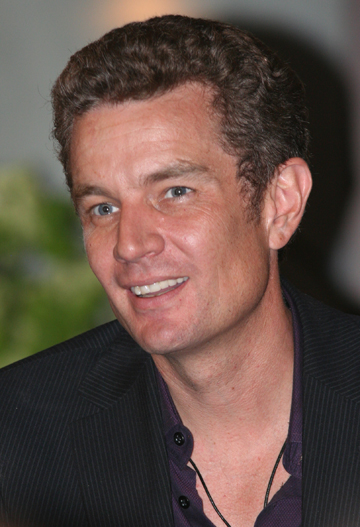
James Marsters interprète Victor Stein.
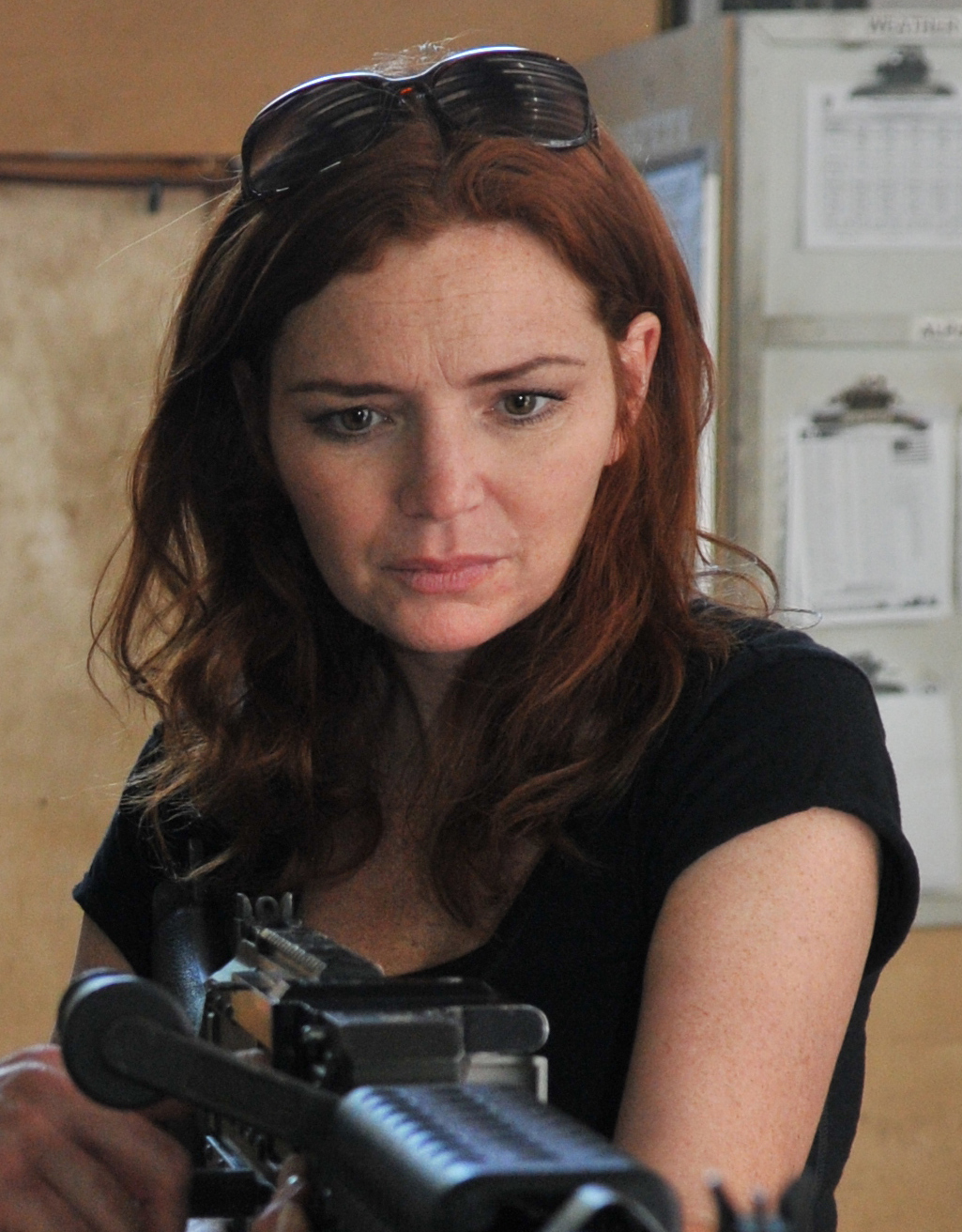
Brigid Brannagh interprète Stacey Yorkes.
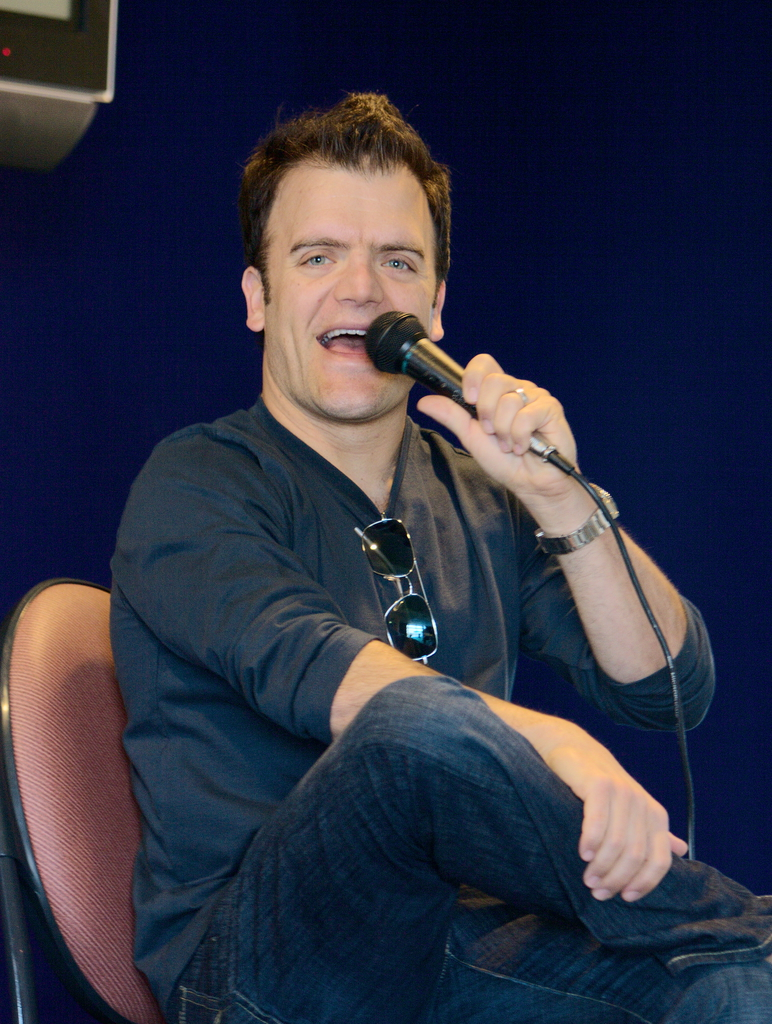
Kevin Weisman interprète Dale Yorkes.

### Acteurs récurrents
- Danielle Campbell : Eiffel
- Pat Lentz : Aura
- DeVaughn Nixon (VFB : Erwin Grunspan): Darius Davis
- Cody Mayo : Vaughn
- Clarissa Thibeaux : Xavin
- Julian McMahon : Jonah[4]

### Invités
- Olivia Holt (VF : Kelly Marot) : Tandy Bowen / « L’Épée » (saison 3)
- Aubrey Joseph (VF : Alexis Gilot) : Tyrone Johnson / « La Cape » (saison 3)

## Production

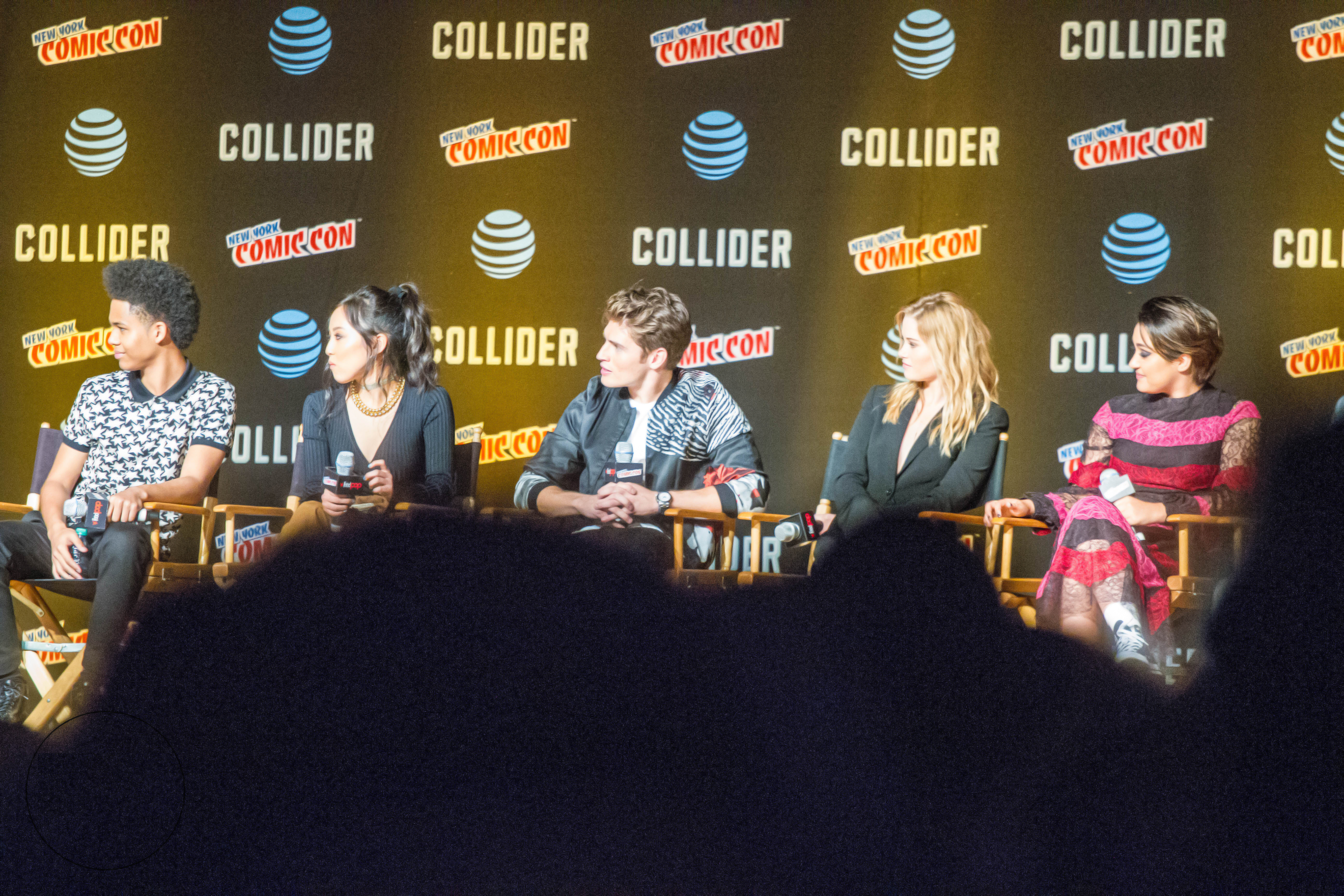
Le casting de Runaways au New-York Comic Con de 2017.

### Développement
En mai 2008, Brian K. Vaughan est engagé par Marvel Studios pour écrire le scénario d'un film basé sur Les Fugitifs. Puis en avril 2010, Marvel engage Peter Sollett pour réaliser le film, et un mois plus-tard Drew Pearce est engagé pour écrire un nouveau scénario. Le développement du film a été mis en attente en octobre de la même année, et Pearce explique en septembre 2013 que le développement du film se fera en fonction du succès au box-office des Avengers. Plus tard, il est annoncé que le film pourrait faire partie de la Phase III de l'Univers cinématographique Marvel. En octobre 2014, la phase III est annoncée mais sans Runaways, Kevin Feige président de Marvel Studios annonce que malgré la force du projet il ne souhaite pas l'adapter pour l'instant.
En août 2016, Josh Schwartz et Stephanie Savage entrent en négociations avec Marvel Television pour adapter Les Fugitifs en série télévisée, et plus tard le même mois la production de Marvel's Runaways est annoncée par Marvel Television. Le pilote sera diffusé sur le service de vidéo à la demande Hulu qui a commandé la série, Josh Schwartz et Stephanie Savage écriront le pilote et seront également les showrunners de la série, tandis que Jeph Loeb et Jim Chory seront producteurs exécutifs et Brian K. Vaughan sera consultant.
Le 8 janvier 2018, avant la diffusion du dernier épisode de la première saison, Hulu annonce renouveler la série pour une saison de treize épisodes.
Le 24 mars 2019, Hulu commande une troisième saison de dix épisodes.

### Création de la série
Josh Schwartz était un fan de la bande dessinée Runaways pendant un certain temps. Il l'a présenté à Stephanie Savage, en disant : « Quand on est adolescent, tout ressemble à une vie ou à une mort, et les enjeux de cette histoire sont vraiment ressentis de la sorte. » Jeph Loeb a décrit la série comme étant The O.C. de l'univers cinématique Marvel, selon Schwartz, signifiait « traiter les problèmes des adolescents comme s'ils étaient des adultes » et donner à la série « le sentiment d'être à la fois authentique et authentique face à l'adolescence, même dans ce contexte exacerbé. » Loeb a expliqué qu’il traiterait des questions politiques modernes en déclarant : « C'est un moment où les personnalités sont en cause, et c’est une histoire où les adolescents ont à cet âge-là des parents qui se considèrent comme faillibles et humains. est en charge, ne signifie pas qu'ils sont là pour faire le bien. » Les producteurs ont fait remarquer que la série explorerait également le point de vue des parents.
Schwartz a comparé le ton des Runaways à celui des bandes dessinées sur lesquelles il était basé, l'appelant « si distincte », affirmant que le ton utilisé par Brian K. Vaughan lors de l'écriture des bandes dessinées se recoupait avec les tons que Schwartz et Savage aiment travailler. Le couple était excité par la liberté que leur accordait Hulu par rapport aux diffuseurs habituels avec lesquels ils avaient l'habitude de travailler, comme permettre aux enfants de jurer dans l'émission, de ne pas avoir fixé de longueur pour chaque épisode et de pouvoir explorer l'histoire des parents ; Hulu voulait « quelque chose qui semblait large et où nous puissions pousser les bords par endroits. » Schwartz a décrit la série comme une histoire de passage à l'âge adulte et un drame familial, mettant l'accent sur les personnages pouvant conduire à de longues périodes de la série sans super pouvoirs, donc « si vous ne voyiez pas le titre de la série, vous ne sauriez pas que vous êtes dans une série Marvel pendant un bon moment… C'était notre point de départ esthétique, mais il y a des épisodes où il y a de bons trucs [Marvel]. »
Sur la deuxième saison, Schwartz a estimé que la série « s'accélèrerait » puisque la saison suivrait les adolescents fugitifs : « Nous nous concentrons sur ces enfants qui essaient de survivre dans la rue... il y a un plus grand sens de la tension et l'élan correspondant à notre position dans cette partie de l'histoire. » Il a ajouté que l'expérience des fugitifs les obligerait à grandir et à les confronter rapidement aux thèmes des adultes. Il a ajouté que la relation entre Nico et Karolina qui avait débuté à la fin de la première saison serait « le noyau émotionnel » de la seconde. Schwartz a décrit les parents dans une course contre la montre « pour retrouver leurs enfants avant que quelque chose de catastrophique ne se produise. » Puisque les enfants connaissent leurs pouvoirs, ils sont davantage utilisés en saison. L'auberge dans laquelle les enfants emménagent est un manoir délabré sous Griffith Park.

### Distribution des rôles
Le 2 février 2017, Marvel annonce que les acteurs qui devront incarner les personnages principaux ont été choisis, Rhenzy Feliz, Ariela Barer, Lyrica Okano, Gregg Sulkin, Virginia Gardner et Allegra Acosta interpréteront ainsi les rôles d'Alex Wilder (en), Gertrude Yorkes (en), Nico Minoru (en), Chase Stein (en), Karolina Dean (en) et Molly Hernandez (en).
Le 9 février 2017, Marvel annonce les acteurs qui ont été choisis pour interpréter les rôles des parents des personnages principaux. Ryan Sands et Angel Parker seront ainsi les parents d'Alex Wilder, Brittany Ishibashi et James Yaegashi ceux de Nico Minoru, Kevin Weisman et Brigid Brannagh joueront les parents de Gertrude Yorkes, Annie Wersching et Kip Pardue, les parents de Karolina Dean et enfin James Marsters et Ever Carradine ceux de Chase Stein.

### Tournage
Le tournage du pilote a commencé le 10 février 2017 à Los Angeles sous le titre de travail Rugrats, et s’achève le 3 mars 2017.

### Musique
En mai 2017, Siddhartha Khosla est engagé pour composer la bande originale de la série. Sur ses compositions, en raison de sa carrière d'auteur de chansons, Khosla décrit son travail d'écriture comme « écrire des chansons racontant une histoire et le faisant évoluer au fil des épisodes ». Il qualifie son travail sur la bande son de Runaways comme « complètement synthétisée », utilisant des synthétiseurs analogiques des années 1980, notamment le Roland Juno-60 et des pièces de Oberheim. Khosla compare le "sentiment alternatif" de ses sons à Depeche Mode, précisant : « il y a un élément de rébellion, donc aller chercher des sons qui sortent de l'ordinaire, non-traditionnel, cela semblait l'approche appropriée. Je sens que je crée de l’art sur ce show. » Alex Patsavas supervise la musique, reprenant un poste déjà tenu sur les précédentes productions de Schwartz et Savage.

## Diffusion
Runaways a été diffusée ses trois premiers épisodes sur Hulu aux États-Unis le 21 novembre 2017. La première saison était composée de 10 épisodes et se terminait le 9 janvier 2018. La série a été diffusée sur Showcase au Canada le 22 novembre. sur Syfy au Royaume-Uni pour la première fois le 18 avril 2018. Le premier épisode a été diffusé pour la première fois aux États-Unis sur Freeform le 2 août 2018, après la diffusion de la première finale de la saison de Cloak & Dagger; cette diffusion fait partie du partenariat marketing entre Freeform et Hulu. La deuxième saison, composée de 13 épisodes, a été diffusée dans son intégralité le 21 décembre 2018. La troisième saison a débuté le 13 décembre 2019.
En mai 2023, en raison de coupes budgétaires dans la maintenance et la gestion de la plate-forme de VOD Disney+, Runaways est supprimée de l'offre en ligne de DIsney+, ainsi que de celle de Hulu.

### Commercialisation
Les membres de la distribution, Schwartz et Savage ont participé au New York Comic Con 2017 pour promouvoir la série, où une bande-annonce de la série a été révélée, ainsi qu'une projection du premier épisode. La série a été présentée sur le tapis rouge au Regency Bruin Theatre à Westwood, Los Angeles, le 16 novembre 2017.

## Épisodes

### Première saison (2017)
1. Les Retrouvailles (Reunion)
2. Retour en arrière (Rewind)
3. Sombre destin (Destiny)
4. 15 ans / La Liste des 15 (Fifteen)
5. Nouveau sacrifice ou Le Royaume (Kingdom)
6. Le Bal des robes rouges ou Métamorphose (Metamorphosis)
7. Faute avouée (Refraction)
8. Tsunami (Tsunami)
9. Apocalypse (Doomsday)
10. À couteaux tirés (Hostile)

### Deuxième saison (2018)
La saison a été mise en ligne en une fois le 21 décembre 2018.
1. L'Abri dans la colline (Gimme Shelter)
2. Que la lumière soit… (Radio On)
3. Les Justiciers en herbe (Double Zeros)
4. Le Nouveau (Old School)
5. Au fond du trou (Rock Bottom)
6. L'Ultime sacrifice (Bury Another)
7. Mission de sauvetage (Last Rites)
8. Vies multiples (Past Life)
9. À armes inégales (Big Shot)
10. Prise d'otages (Hostile Takeover)
11. La Dernière Valse (Last Waltz)
12. Un ange sur Terre (Earth Angel)
13. Séparation (Split Up)

### Troisième saison (2019)
Cette saison de dix épisodes a été mise en ligne en une fois le 13 décembre 2019.
1. Fumée et miroirs (Smoke and Mirrors)
2. La fuite (The Great Escape)
3. Mensonges (Lord of Lies)
4. La prophétie (Rite of Thunder)
5. La dimension noire (Enter the Dreamland)
6. Mon nouveau portable (Merry Meet Again)
7. Réunion de famille (Left-Hand Path)
8. La chambre de torture du diable (Devil’s Torture Chamber)
9. Le cercle brisé (The Broken Circle)
10. Tromper le destin (Cheat The Gallows)

## Univers de la série

### Personnages
Alex Wilder (en)
Nerd bruyant et orgueilleux. De l’aveu de tous, il est un peu solitaire et passe la plupart de son temps libre à jouer à des jeux vidéo, mais au fond, ce qu’il désire le plus, c’est d’être réuni avec son groupe d’amis d’enfance.
Nico Minoru (en)
Une dure à cuire, intelligente et indépendante, qui incarne l’angoisse de l’adolescence. En tant que sorcière débutante, elle a soigneusement choisi une apparence gothique qui l’isole de ses pairs et de sa famille, mais peut-être que ce dont elle a réellement besoin, c’est de quelqu’un à qui parler.
Karolina Dean (en)
Un mannequin parfait à l’extérieur qui cache certaines choses derrière son sourire professionnel impeccable. Elle croule sous le poids des attentes élevées et des responsabilités que ses parents placent sur elle. Sous son vernis de privilège et de perfection, elle éprouve une ardeur nouvelle, celle d’explorer son identité et de poursuivre ses propres désirs.
Gertrude Yorkes (en)
Une fille aux cheveux pourpre, à lunettes, une ‘riot grrrl’ contemporaine. Toujours prête à monter au créneau, elle se transforme parfois en une guerrière de la justice sociale impitoyable, pour mieux masquer ses vrais sentiments.
Chase Stein (en)
Un joueur de crosse, le tombeur du lycée. Si certains le considèrent comme un idiot, il a des éclairs de génie inexploités en ingénierie, qui ne sont pas sans rappeler ceux de son père, un homme au succès effrayant.
Molly Hernandez (en)
La plus jeune et la plus innocente membre du groupe. Elle est connue pour sa positivité énergique et pour un désir profond d’être aimée.

### Liens avec l'univers cinématographique Marvel
Jeff Loeb a confirmé en juillet 2017 que la série fait partie du MCU, mais que l'intrigue ne serait pas affectée par les événements des films et des autres séries, afin de concentrer l'intrigue sur le parcours des personnages. Les showrunners trouvent cette connexion « libératrice », permettant de ne pas avoir à justifier l'existence des éléments fantastiques et super-héroïques dans l'univers et de raconter leur histoire de façon indépendante. Loeb ajoute que rien n'a été prévu pour un éventuel crossover avec des séries d'autres chaînes comme Cloak & Dagger et Marvel's New Warriors sur Freeform, afin que chaque série s'établisse avant d'envisager les croisements d'univers (Runaways se déroule à Los Angeles et Cloak and Dagger à la Nouvelle-Orléans). Le 1er août 2019, il est confirmé que la saison 3 de Runaways comptera un crossover avec Cloak & Dagger.
Au cours de la série, le logo de la Roxxon Energy Corporation (en), une entreprise fictive de l'univers Marvel apparu à plusieurs reprises dans le MCU, est visible plusieurs fois. Il est également fait mention du Wakanda. Les pouvoirs de Nico Minoru sont également liés à la Dimension noire aperçue dans Doctor Strange.

## Accueil

### Réception Critique
Le site Web regroupant les critiques Rotten Tomatoes a enregistré un taux d'approbation de 86% pour la première saison, basé sur 81 avis, avec une moyenne de 7.85 / 10. Le consensus du site Web se lit comme suit : « Touchant, amusant et plus équilibré que son matériau source, Runaways trouve des bases solides dans un genre sursaturé ». Metacritic, qui utilise une moyenne pondérée, a attribué une note de 68 sur 100 basée sur 22 critiques, indiquant "des critiques généralement favorables".
Critiquant les deux premiers épisodes de la série, Joseph Schmidt de ComicBook.com a félicité la série pour sa fidélité à la bande dessinée, mais aussi pour certains des changements qu’elle a apportés, appréciant l’attention accrue portée aux parents. Il a pensé que la distribution des Runaways était "plutôt dans le mille", mais "beaucoup de parents volent la vedette", soulignant les performances de Marsters, Wersching et Pardue.
La deuxième saison a un taux d'approbation de 86% sur Rotten Tomatoes, basée sur 22 avis, avec une note moyenne de 6.62 / 10. Selon le consensus critique du site, « Runaways est à son meilleur dans la deuxième année de sa carrière », mais il approfondit les liens entre son casting époustouflant, ses histoires de formules et sa dépendance excessive à l'égard de l'intrigue, l'empêchant de mûrir pleinement pour devenir une étude de caractère convaincante.